# Архиепископство Гнезненское

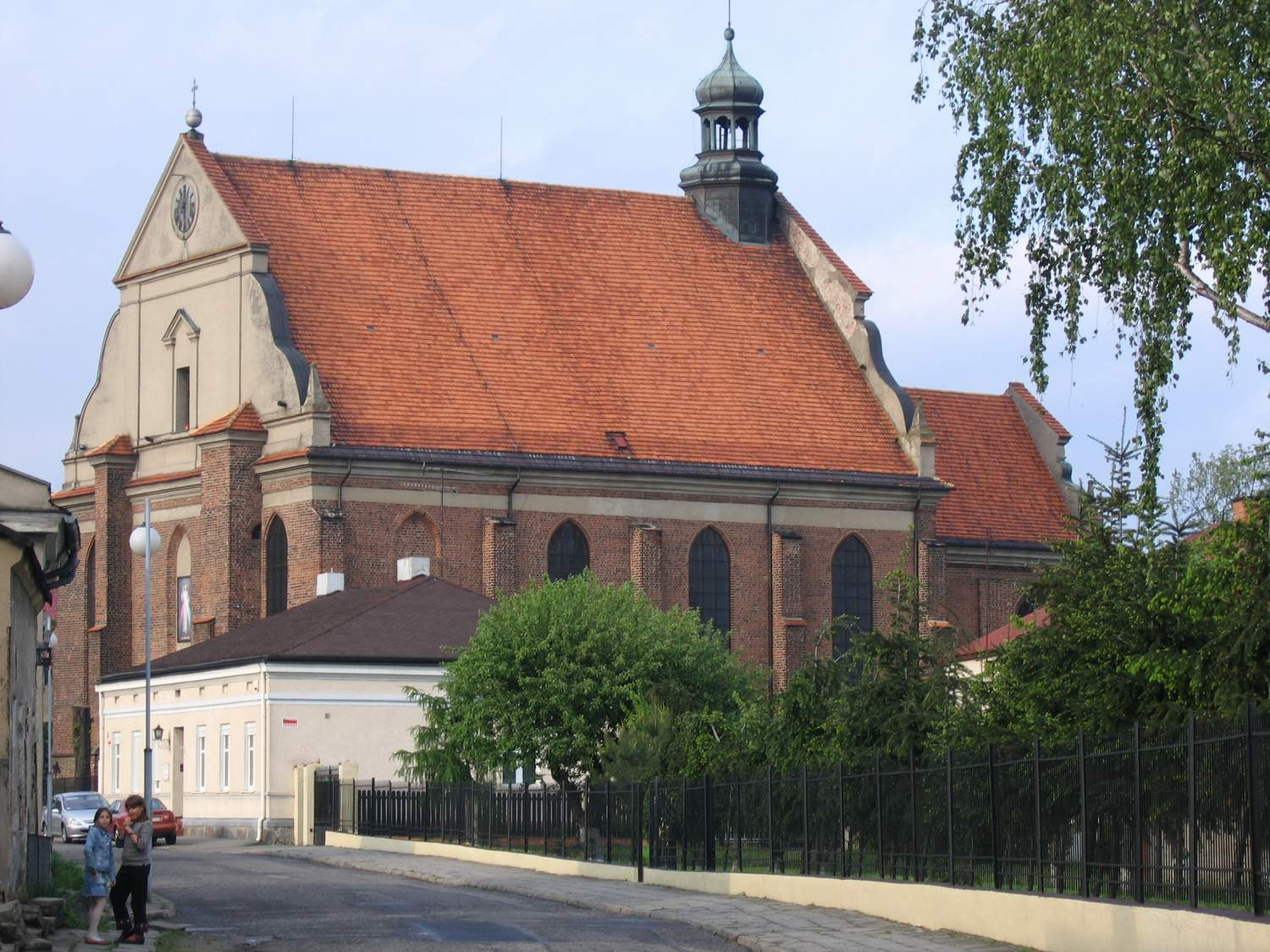
Церковь святого Лаврентия, Слупца, Польша

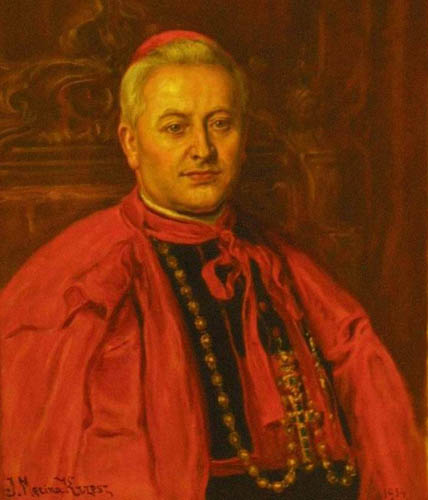
Кардинал Август Хлонд

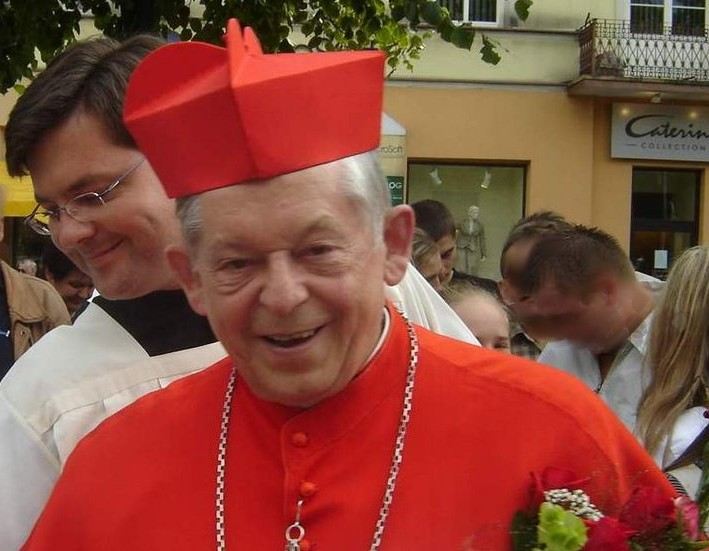
Кардинал Юзеф Глемп

Архиепархия Гнезно (лат. Archidioecesis Gnesnensis) — архиепархия римско-католической церкви с центром в городе Гнезно, Польша. В митрополию Гнезно входят епархии Быдгоща, Влоцлавека. Кафедральным собором архиепархии Гнезно является церковь Пресвятой Девы Марии и святого Адальберта.

## История
Архиепархия Гнезно была образована Святым Престолом около 999—1000 годов. Сразу же после канонизации Адальберта римским папой Сильвестром II была образована архиепархия Гнезно, первым архиепископом которой стал брат святого Адальберта Гауденций, который тоже был причислен к лику святых. Первоначально в митрополию Гнезно входили епархии Колобжега (сегодня — Епархия Кошалина-Колобжега), Кракова и Вроцлава. В 1075 году в митрополию Гнезно вошла епархия Познани.
С 1418 года архиепископы Гнезно получили право короновать польских королей и получили звание примасов Польши и Литвы. Загородными владениями архиепископов традиционно служили Лович и Скерневице, где были возведены пышные резиденции прелатов. В 1466 году в митрополию Гнезно вошла епархия Хелмно.
в 1583 году в Гнезно была основана Духовная семинария, которая действует по настоящее время.
В 1807 году из митрополии Гнезно отделилась епархия Кракова, ставшая суффраганной епархией митрополии Львова.
16 июля 1821 года Римский папа Пий VII издал буллу «De salute animarum», которой объединил архиепархию Гнезно и епархию Познани, создав новую архиепархию Гнезно-Познани.
28 октября 1925 года Римский папа Пий VII издал буллу «Vixdum Poloniae unitas», которой присоединил к архиепархии Гнезно-Познани епархии Пельплина и Влоцлавека.
12 ноября 1948 года архиепархия Гнезно-Познани была разделена на две архиепархии Гнезно и Познани.
25 марта 1992 года Римский папа Иоанн Павел II выпустил буллу «Totus tuus Poloniae populus», которой выделили часть территории архиепархии Гнезно в пользу новых епархий Калиша и Торуня.
24 февраля 2004 года архиепархия Гнезно передала часть своей территории в пользу возведения новой епархии Быдгоща.

## Ординарии архиепархии
- архиепископ Радзым-Гаудентий (Гауденций) (999—1006)
- архиепископ Иполит (1006—1027)
- архиепископ Боссута (1027—1038)
- архиепископ Пётр I (1075—1092)
- архиепископ Марцин (1092—1118)
- архиепископ Якуб из Жнина (1119—1148)
- архиепископ Яник (1149—1167)
- архиепископ блаженный Богумил (1167—1170)
- архиепископ Здзислав (1170—1180)
- архиепископ Пётр Сренявита (1180—1199)
- архиепископ Хенрик Гитлич (1199—1219)
- архиепископ Иво Одровонж (1219—1220)
- архиепископ Винцентий из Нялка (1220—1232)
- архиепископ Пелка Лис (1232—1258)
- архиепископ Януш из Тарнова (1258—1271)
- архиепископ Мартин Опавский (1278)
- архиепископ Влосьцибор Богумил (1279—1280)
- архиепископ Хенрик (1281—1281)
- архиепископ Хенрик (1281—1281)
- архиепископ Якуб Свинка (1283 — ?)
- архиепископ Божислав (1314—1317)
- архиепископ Янислав (1317—1341)
- архиепископ Ярослав Богоря из Скотник (1342—1374)
- архиепископ Януш Сухывильк (1374—1382)
- архиепископ Бодзанта (1382—1388)
- архиепископ Ян Кропидло (1389—1394)
- архиепископ Дрогост Новодворский (1394—1401)
- архиепископ Миколай Куровский (1409—1411)
- архиепископ Миколай Тромба (1412—1422)
- архиепископ Войцех Ястшембец (9.07.1423 — 1436)
- архиепископ Викентий Кот из Дембно (1436—1448)
- архиепископ Владислав Опоровский (1449—1453)
- архиепископ Ян Спровский (1453—1464)
- архиепископ Ян Грушиньский (1464—1473)
- архиепископ Якуб из Сенна (1474—1480)
- архиепископ Збигнев Олесницкий (1481—1493)
- кардинал Фредерик Ягеллон (1493—1503) — кардинал с 20.09.1493 года;
- архиепископ Анджей Боришевский (1503—1510)
- архиепископ Ян Лаский (1510—1531)
- архиепископ Мацей Джевецкий (1531—1535)
- архиепископ Анджей Кшицкий (1535—1537)
- архиепископ Ян Латальский (1537—1540)
- архиепископ Пётр Гамрат (1540—1545)
- архиепископ Миколай Дзежговский (1546—1559)
- архиепископ Ян Пшерембский (1559—1562)
- архиепископ Якуб Уханьский (1562—1581)
- архиепископ Станислав Карнковский (21.04.1581 — 25.05.1603)
- кардинал Бернард Мациевский (31.07.1606 — 19.01.1608) — кардинал с 9.06.1604 года
- архиепископ Войцех Барановский (1608—1615)
- архиепископ Лаврентий Гембицкий (14.03.1616 — 10.02.1624)
- архиепископ Хенрик Фирлей (7.10.1624 — 25.08.1626)
- архиепископ Ян Венжик (1627—1638)
- архиепископ Ян Липский (1639—1641)
- архиепископ Мацей Любеньский (1641—1652)
- архиепископ Анджей Лещиньский (8.01.1653 — 15.04.1658)
- архиепископ Вацлав Лещиньский (27.01.1659 — 1.04.1666)
- архиепископ Миколай Пражмовский (11.10.1666 — 15.04.1673)
- архиепископ Казимеж Флориан Чарторыский (27.11.1673 — 15.05.1674)
- архиепископ Анджей Ольшовский (26.06.1674 — 29.08.1677)
- архиепископ Ян Стефан Выджга (17.07.1679 — 7.09.1685)
- кардинал Михал Стефан Радзиевский (17 мая 1688 — 11 октября 1705) — кардинал с 2.09.1686 года
- архиепископ Станислав Шембек (7.06.1706 — 2.08.1721)
- архиепископ Теодор Анжей Потоцкий (9.01.1723 — 12.11.1738)
- архиепископ Кароль Антоний Шембек (22.06.1739 — 6.07.1748)
- епископ Адам Игнаций Коморовский (22.09.1749- 2.03.1759)
- архиепископ Владислав Александр Любеньский (7.05.1759 — май 1759)
- архиепископ Габриэль Ян Подоский (31.08.1767 — 3.04.1777)
- архиепископ Антоний Казимеж Островский (23.08.1777 — 26.08.1784)
- архиепископ Михал Ежи Понятовский (14.02.1785 — 12.08.1794)
- архиепископ Игнаций Блажей Францишек Красицкий (13.04.1795 — 14.03.1801)
- архиепископ Игнаций Ян Зыгмунт фон Рачиньский (10.12.1807 — 24.08.1818)
- архиепископ Тымотеуш Павел фон Гуженьский (16.07.1821 — 20.12.1825)
- архиепископ Теофил фон Волицкий (29.05.1828 — 21.12.1829)
- архиепископ Марцин фон Дундин Сульгустовский (15.03.1830 — 26.12.1842)
- архиепископ Леон Михал фон Пшилуский (21.10.1844 — 12.03.1865)
- кардинал Мечислав Халька Ледуховский (8.01.1886 — 2.02.1886) — кардинал с 15.03.1875 года
- архиепископ Юлиус Диндер (2.03.1886 — 30.05.1890)
- архиепископ Флориан Окша фон Стаблевский (14.12.1891 — 24.11.1906)
- архиепископ Эдвард Ликовский (13.08.1914 — 21.02.1915)
- кардинал Эдмунд Дальбор (30.06.1915 — 13.02.1926) — кардинал с 15.12.1919 года
- кардинал Август Хлонд (24.06.1926 — 22.10.1948) — кардинал с 20.06.1927 года
- кардинал Стефан Вышиньский (12.11.1948 — 28.05.1981) — кардинал с 12.01.1953 года
- кардинал Юзеф Глемп (7.07.1981 — 25.03.1992) — кардинал с 2.02.1983 года
- архиепископ Генрик Мушинский (25.03.1992 — 8.05.2010)
- архиепископ Юзеф Ковальчик (8.05.2010 — 17.05.2014)
- архиепископ Войцех Поляк (с 17.05.2014)

## Источник
- Annuario Pontificio, Libreria Editrice Vaticana, Città del Vaticano, 2007, ISBN 88-209-7422-3
- Булла De salute animarum, Raffaele de Martinis, Iuris pontificii de propaganda fide. Pars prima, IV, Romae 1891, стр. 594  (лат.)
- Булла Vixdum Poloniae unitas, AAS 17 (1925), стр. 521 Архивная копия от 27 марта 2010 на Wayback Machine  (лат.)
- Булла Totus Tuus Poloniae populus, AAS 84 (1992), стр. 1099 Архивная копия от 13 июля 2020 на Wayback Machine  (лат.)